# Karl-Otto Apel
Karl-Otto Apel (15. března 1922 Düsseldorf - 15. května 2017, Niedernhausen) byl německý filosof, který se pokusil o sblížení kontinentální hermeneutické filosofie a filosofie jazyka. Byl také jedním ze zakladatelů diskurzívní etiky.

## Život
Apel studoval filosofii na univerzitě v Bonnu, promoval roku 1950 a habilitoval se v Mohuči 1961. V letech 1962–1969 byl profesorem filosofie na univerzitě v Kielu, v letech 1969–1972 v Saarbrückenu a 1972–1990 ve Frankfurtu, kde úzce spolupracoval s Jürgenem Habermasem. Roku 1990 byl emeritován, ale dále cestoval a přednášel na mnoha univerzitách po celém světě.

## Myšlení
Apel se zabýval filosofií jazyka, pragmatismem a dílem amerického filosofa C. S. Peirce. Ve svém hlavním díle „Transformace filosofie“ (1994) se pokusil o sblížení hermeneutické filosofie Martina Heideggera s filosofií jazyka, jak ji vypracoval zejména Ludwig Wittgenstein. Východiskem jeho uvažování je argumentace a situace diskuse. Pro Apela jsou vposledu zdůvodněné ty věty, které nelze ani dokázat ani zpochybnit, aniž by se přitom už předpokládala jejich platnost. Každý účastník diskuse musí předpokládat, že může dospět k pravdivým výsledkům, že tedy pravdivé výpovědi jsou možné, a musí to předpokládat i o svých partnerech – jinak by se do debaty nemohl pustit.
Na těchto základních a nezbytných předpokladech se Apel snažil vybudovat svoji diskurzivní etiku jako východisko z moderního etického relativismu a nihilismu. Tak jako Immanuel Kant budoval svou transcendentální filosofii na analýze podmínek možnosti každého poznání vůbec, budoval Apel svou transcendentální filosofii intersubjektivity na analýze podmínek rozhovoru a argumentace. Každý rozhovor musí předpokládat argumentující společenství, v němž každý míní své výpovědi vážně a totéž předpokládá u svých partnerů.
Apel přitom rozlišoval mezi ideálním a reálným komunikativním společenstvím. Členem reálného komunikativního společenství se člověk stává socializací, ale rozhovor musí směřovat k ideálnímu společenství, které by bylo schopno argumentům přiměřeně rozumět a definitivně posoudit jejich pravdivost. Cílem každé činnosti musí být 1) zajistit přežití lidského druhu jakožto reálného komunikativního společenství, a 2) v tomto společenství uskutečňovat ideální společenství. První podmínka je předpokladem pro druhou, která jí naopak dává smysl.
Kritikové namítají, že přitom není jasné, proč by se těmito pravidly měl člověk řídit, a že představa diskurzivní etiky, která vyžaduje jen odstranění překážek komunikace, je pro skutečný lidský život příliš slabá. Kdyby podmínkou každého rozhodnutí musel být dobrovolný souhlas všech zúčastněných, nebylo by už žádného rozhodování třeba.

## Hlavní díla
- Idea jazyka v humanistické tradici od Danta po Vica. Bonn 1980
- Transformace filosofie 1/2. Frankfurt n/M 1994
- Diskurz a odpovědnost. Problém přechodu k post-konvenční morálce. Frankfurt n/M 1997
- Diskurzivní etika a diskurzivní antropologie. Frankfurt n/M 2002